# Orophea hainanensis
Orophea hainanensis Merr. – gatunek rośliny z rodziny flaszowcowatych (Annonaceae Juss.). Występuje naturalnie w południowych Chinach – w prowincjach Hajnan oraz Junnan. 

## Morfologia
PokrójZimozielone drzewo dorastające do 8 m wysokości. Gałęzie są mniej lub bardziej owłosione.
LiścieMają kształt od eliptycznego do owalnego. Mierzą 4–9,5 cm długości oraz 2–4 cm szerokości. Nasada liścia jest klinowa. Blaszka liściowa jest o ostrym lub krótko spiczastym wierzchołku. Ogonek liściowy jest nagi.
KwiatySą pojedyncze lub zebrane po 2–3 w kwiatostany, rozwijają się w kątach pędów. Mają białozielonkawą barwę. Osiągają do 3–5 mm średnicy. Działki kielicha mają owalnie trójkątny kształt i dorastają do 1–2 mm długości. Płatki zewnętrzne mają owalny od owalnego do okrągłego, z orzęsionymi brzegami, osiągają do 4 mm długości, natomiast wewnętrzne mają kształt od owalnie trójkątnego do romboidalnego i mierzą 7–8 mm długości, z długim paznokciem w podstawy. Kwiaty mają 6 pręcików i 6 nagich owocolistków.
OwocePojedyncze mają kulisty kształt, zebrane w owoc zbiorowy. Osiągają 7 mm średnicy.

## Biologia i ekologia
Rośnie w gęstych lasach. Występuje na wysokości do 700 m n.p.m. Kwitnie od kwietnia do lipca, natomiast owoce dojrzewają od czerwca do grudnia.